# Gare du Nord USFRT (stanice metra v Paříži)
Gare du Nord USFRT je zrušená stanice pařížského metra na lince 5 v 10. obvodu v Paříži. Nachází se pod Boulevardem de Denain jižně od Severního nádraží. Stanice a přilehlé koleje jsou dnes využívány jako školící středisko.

## Historie
Stanice byla otevřena 15. listopadu 1907 jako konečná stanice při prodloužení linky 5 od stanice Jacques Bonsergent (tehdy pod jménem Lancry). Umístění stanice však neumožňovalo další prodloužení. Buď se musela zcela přestavět a nebo postavit nová stanice. Byla vybrána druhá možnost a nedaleká stanice Gare du Nord sloužící lince 4 byla upravena tak, aby se zde mohla napojit i linka 5 a ta se mohla rozšířit dále na severovýchod.
V roce 1939 se započalo se stavbou na prodloužení do stanice Église de Pantin. Protože však vypukla druhá světová válka, práce se protáhly. 6. října 1942 bylo otevřeno nástupiště na stanici Gare du Nord pro linku 5 a již 12. října byla linka odtud prodloužena do stanice Église de Pantin. Dosavadní stanice Gare du Nord USFRT byla téhož dne pro osobní přepravu zrušena.
Při stavbě podzemního tunelu mezi stanicemi Châtelet – Les Halles a Gare du Nord pro linku RER B v 70. letech 20. století byla zničena část původní smyčky konečné stanice.
Z původních vchodů do stanice slouží dnes dva pro vstup do současné stanice Gare du Nord, třetí je pro školící středisko, kde probíhá praktický výcvik řidičů metra.

## Název
Jméno stanice je odvozeno od názvu Severního nádraží.